# Claude Chevalley
Pour les articles homonymes, voir Chevalley.
Claude Chevalley, né le 11 février 1909 à Johannesbourg (Afrique du Sud) et mort le 28 juin 1984 à Paris, est un mathématicien français spécialiste de l'algèbre et un des fondateurs du groupe Bourbaki.

## Biographie
Fils du diplomate Français Abel Chevalley et de Marguerite Sabatier, petit-fils du théologien Auguste Sabatier, il fait sa scolarité primaire à Chançay (Indre-et-Loire) et ses études secondaires au lycée Louis-le-Grand à Paris. 
En 1926, il est admis à l'École normale supérieure, où il suit les cours d'Émile Picard et, en 1929, est reçu troisième à l'agrégation de mathématiques.
De 1931 à 1933, il travaille sous la direction d'Emil Artin à l'université de Hambourg, puis avec Helmut Hasse à l'université de Marbourg. L'un des résultats de ses travaux est une étape technique dans le développement de la théorie des corps de classes, qui permet de remplacer l'utilisation des fonctions L par une méthode purement algébrique.
En 1934-35, il participe à la création, essentiellement par des anciens élèves de l'école normale supérieure, du groupe Bourbaki, à Paris (décembre 1934) et au début des travaux en 1935 à Besse-en-Chandesse (Puy-de-Dôme) (son nom figure aussi sur le faire-part de décès de « Nicolas Bourbaki, mort le 11 novembre 1968 »).
En 1968, professeur à l'université de Paris depuis 1957 (il y restera jusqu'à sa retraite académique en 1978, étant affecté à l'université Paris-VII lors du démembrement de 1970), il soutient le mouvement étudiant de mai, qui le remet profondément en cause, puis participe à la fondation du Centre universitaire expérimental de Vincennes qui devient par la suite l'université Paris-VIII. Il y crée le département de mathématiques où il enseigne jusqu'à sa retraite.
Il fonde le groupe écologiste Survivre et vivre en 1970, avec Alexandre Grothendieck et Pierre Samuel.
Il épouse en premier mariage sa cousine Jacqueline (il est marié avec elle de 1933 à 1948) puis en secondes noces l'historienne du théâtre Sylvie Bostsarron, ils sont les parents de la philosophe Catherine Chevalley (1951-2022), universitaire à Tours.
C'est l’un des introducteurs du jeu de go en France. L'écrivain Jacques Roubaud a été un de ses élèves dans cette discipline.

## Travaux
Le théorème de Chevalley (1936) (appelé aussi théorème de Chevalley-Warning) désigne usuellement son résultat sur la résolubilité des équations sur un corps fini. 
Un autre de ses résultats concerne les ensembles constructibles en géométrie algébrique, c'est-à-dire les ensembles, dans une algèbre de Boole, engendrés par les ouverts et les fermés de Zariski. Chevalley montre que l'image d'un tel ensemble par un morphisme de variétés algébriques est du même type. Les logiciens appellent cela une élimination des quantificateurs.

Chevalley a aussi écrit un traité en trois volumes sur les groupes de Lie dans les années  1950.  Dans le deuxième volume publié en 1951 Théorie des Groupes de Lie - Tome II - Groupes algébriques,  Chevalley fournit une preuve élégante et purement algébrique du théorème de décomposition de Jordan-Chevalley, donné ici sous forme multiplicative dans GLn(k), groupe des éléments inversibles de l’algèbre Mn(k) des matrices n × n à coefficients dans un corps parfait k :
Toute matrice U de GLn(k) s’écrit de manière unique sous la forme U =DV avec D diagonalisable, V unipotente commutant avec D.
Cette méthode de décomposition, due à Chevalley, est directement inspirée de la méthode de Newton ou « méthode de la tangente » : elle permet d’obtenir une méthode effective de calcul des matrices D et V du théorème de décomposition, même quand les valeurs propres ne sont pas calculables,. Elle a été reprise ultérieurement par Dunford et elle est maintenant fréquemment étudiée et utilisée.
La décomposition de Jordan-Chevalley  est à distinguer du théorème de réduction dû à Camille Jordan , exposé en 1870 dans le Traité des substitutions et des équations algébriques. Il s’agit alors pour Jordan de ramener une « substitution du groupe linéaire » « à une forme aussi simple que possible », appelée forme canonique et dans laquelle apparaissent les valeurs propres. 
Quelques années  plus tard, il publie ses recherches sur ce qu'on appelle aujourd'hui les groupes de Chevalley, une de ses contributions majeures. Une discussion fine des conditions d'intégralité dans les algèbres de Lie des groupes semi-simples permet de s'abstraire du cadre des nombres réels ou complexes et de travailler à la place avec les corps finis. Ceci permet de définir des groupes finis remarquables.
En 2014, un prix Chevalley a été créé par George Lusztig pour honorer Claude Chevalley ; il fait partie des récompenses décernées par l'American Mathematical Society (AMS). Il est attribué tous les deux ans, pour des publications remarquables en théorie de Lie (en) durant les six années précédentes.

## Publications
Liste non exhaustive
- L'arithmétique dans les algèbres de matrices, Paris, Hermann, 1936[9]
- « La théorie du corps de classes », Ann. Math., vol. 41,‎ 1940, p. 394-418
- (en) Theory of Lie groups, PUP, 1946[10]
- Théorie des groupes de Lie, tome 2 : Groupes algébriques, Paris, Hermann, 1951
- (en) Introduction to the Theory of Algebraic Functions of One Variable, coll. « A.M.S.  Math. Surveys » (no 6), 1951 (lire en ligne)[11]
- (en) The algebraic theory of spinors, Columbia Univ. Press, 1954[12], rééd. Springer, 1997
- (en) Class field theory, Nagoya Univ., 1953-54
- Théorie des groupes de Lie, tome 3 : Théorèmes généraux sur les algèbres de Lie, Paris, Hermann, 1955
- « Sur certains groupes simples », TMJ, vol. 7,‎ 1955, p. 14-66
- (en) The Construction and Study of Certain Important Algebras, Publ. Math. Soc. Japan, 1955[13]
- (en) Fundamental concepts of algebra, Acad. Press, 1956 (lire en ligne)[14]
- « Classification des groupes de Lie algébriques », Séminaire Chevalley,‎ 1956-58 (lire en ligne), éd. révisée par P. Cartier, Springer, 2005
- Fondements de la géométrie algébrique, Paris, Secrétariat Math., 11 rue P. Curie, 1958